# Bíldudalurs flygplats
Bíldudalurs flygplats är en flygplats i republiken Island. Den ligger i regionen Västfjordarna, i den västra delen av landet. 180 km norr om huvudstaden Reykjavík. 

## Infrastruktur
Flygfältet kan endast nås med visuell flygning, det uppfyller ICAO brandskyddskategori 3 och har APAPI i båda inflygningsriktningarna. Flygfältet har en landningsanläggning för helikoptrar.